# Lucky One
«Lucky One» es un sencillo digital de la boy band surcoreana EXO, lanzado el 8 de junio de 2016 por S.M. Entertainment en dos idiomas: coreano y mandarín. «Lucky One» es el primer sencillo principal del tercer álbum de estudio del grupo, EX'ACT. 
Se posicionó en el número cinco de Gaon Chart. «Lucky One» vendió más de 248,588 copias.

## Promoción

### Vídeo musical
Un teaser del sencillo fue lanzado el 3 de junio de 2016 12:00pm (KST) por el canal oficial de YouTube de SM Town. El vídeo doce horas después logró conseguir un millón de vistas. Cinco días después, se dio a conocer los vídeos musicales de ambas versiones.

## Actuaciones en vivo
El 9 de junio, EXO se presentó en M! Countdown cantando el sencillo. El 10 se presentaron en Music Bank, el 11 en Show! Music Core  y el 12 en Inkigayo.

## Posicionamiento
| Gráfico (2016)              | Mejores posiciones |
| --------------------------- | ------------------ |
| Baidu Weekly Music Charts   | —                  |
| China V Charts              | 3                  |
| Gaon Digital Singles Chart  | 5                  |
| Gaon Albums Chart           | 5                  |
| Oricon Weekly Singles Chart | —                  |
| Japan Hot 100               | —                  |
| Canada Singles Top 100      | —                  |
| World Singles Top 40        | —                  |
| World Digital Songs         | 3                  |